# Guillaume de Prez (Barchon)
Pour les articles homonymes, voir Prez.
Guillaume de Prez, seigneur de Barchon et de Noumany (vers 1535-1596), connu sous le nom de « Barchon », est officier et un diplomate réformé wallon, qui durant la Guerre de Quatre-Vingts Ans, fut au service des princes d'Orange et des États-Généraux.

## Biographie
Guillaume de Prez nait au Pays d'Outremeuse, vers 1535. Il se réfugie à Cologne pour fuir l'inquisition, en 1567, avec son épouse. Le prince d'Orange le nomme capitaine général de l'artillerie. Il prend part à la campagne de 1568. Il se rend à La Rochelle avec Louis de Nassau, en 1571, et est nommé gouverneur de la principauté d'Orange. De retour dans les Pays-Bas, il est désigné vice-maréchal de camp en 1585. 